# Adolfo Machado
Adolfo Abdiel Machado est un footballeur international panaméen né le 14 février 1985 à Ciudad de Panamá. Il joue au poste de défenseur.

## Biographie

### Carrière en club
Machado est contrôlé positif à une substance dopante à la suite d'un match en février 2012. Il est alors suspendu deux ans jusqu'au 24 janvier 2014.

### Carrière en sélection
Il reçoit sa première sélection en équipe du Panama lors de l'année 2008. 
Il figure dans le groupe des sélectionnés lors des Gold Cup de 2011 et de 2015. Le Panama atteint les demi-finales de cette compétition en 2011 puis à nouveau en 2015.
Il fait partie de la liste des 23 joueurs panaméens sélectionnés pour disputer la Coupe du monde de 2018 en Russie, la première de l'histoire du Panama. Il participe à un seul match de poules en tant que titulaire : face à la Tunisie (défaite 2-1).  

## Palmarès
| Comunicaciones - Championnat du Guatemala (2) : - Champion : 2012 (Ouverture) et 2013 (Clôture). |  | Deportivo Saprissa - Championnat du Costa Rica (2) : - Champion : 2014 (Clôture) et 2014 (Ouverture). |  | Panama - Copa Centroamericana (1) : - Vainqueur : 2009. |